# Pankasz
Pankasz est un village et une commune du comitat de Vas en Hongrie.